# Return to Castle Wolfenstein
Return to Castle Wolfenstein – gra komputerowa z gatunku first-person shooter wyprodukowana przez Gray Matter Interactive i wydana w 2001 roku przez Activision. Return to Castle Wolfenstein, stanowiło kontynuację gry od Id Software Wolfenstein 3D, działającą na silniku gry Quake III.

## Fabuła
Marzec 1943 roku. Po przegranych kampaniach w Afryce Północnej, a przede wszystkim pod Stalingradem, wojska niemieckie tracą inicjatywę strategiczną. Szala zwycięstwa powoli przechyla się na stronę aliantów. Brytyjski wywiad dowiaduje się, że specjalna jednostka naukowa SS badająca zjawiska paranormalne rozpoczyna prace nad projektem mającym na celu przywrócenie III Rzeszy przewagi na froncie. Głównym celem badań jest wskrzeszenie księcia Saksonii Henryka I Ptasznika, saksońskiego księcia, który tysiąc lat wcześniej, przez kontakt z ciemnymi mocami, stał się nieśmiertelny i razem ze swoją hordą rozpoczął w środkowej Europie kampanię terroru, trwającą do 943 roku, kiedy to tajemniczy mag, Szymon Wędrowiec, zesłał go do otchłani. Naziści chcą go ożywić i wykorzystać jego niewyobrażalną moc do własnych podbojów.
Amerykański agent polskiego pochodzenia, Wiliam „B.J.” Blazkowicz, pracownik fikcyjnej agencji Office of Secret Actions (OSA), zostaje wysłany do zamku Wolfenstein w środkowych Niemczech, gdzie stacjonuje namierzona przez brytyjskie służby ekipa badawcza SS, jednak wraz ze swoim współpracownikiem, Agentem Jeden, zostaje zdemaskowany i trafia do jednej z cel zamku. Dzięki swojemu wyszkoleniu udaje mu się uciec i nawiązać kontakt z niejakim Kesslerem, członkiem lokalnego antyfaszystowskiego ruchu oporu, działającego pod kryptonimem Krąg z Krzyżowej, który wskazuje mu ruiny miejscowego kościoła i znajdujące się pod nim katakumby jako miejsce wykopalisk archeologicznych. Blazkowicz trafia w sam środek intrygi, gdzie współczesna nauka i technologia miesza się z czarną magią. Okazuje się bowiem, że na skutek ingerencji niemieckich badaczy w podziemnych grobowcach, niektóre z pochowanych tam ciał ożyły i zaczęły atakować personel naukowy oraz ochraniających ich żołnierzy. Po wyeliminowaniu Helgi von Bulow i profesora Zempha, czołowych postaci specjalnej jednostki SS, bezpośrednio kierujących wykopaliskami, B.J. dostaje kolejne zadanie, powiązane z jego wcześniejszą misją. 
OSA wydaje rozkaz odnalezienia i likwidacji Wilhelma „Deathshead” Strasse, wybitnego naukowca czuwającego nad projektem badawczym od strony technicznej. Jego zaawansowana maszyneria, nieograniczone ambicje oraz brak skrupułów pozwalają na produkcję zabójczej broni, takiej jak genetycznie zmodyfikowani żołnierze w pancernych zbrojach oraz broń elektromagnetyczna systemu Tesla, która może znacznie przedłużyć wojnę lub nawet umożliwić III Rzeszy jej wygranie. W trakcie kulminacyjnego spotkania z uczonym dochodzi do całkowitego zniszczenia kierowanego przez niego laboratorium w okupowanej Norwegii, jednak sam Deathshead w ostatniej chwili ucieka. W ręce aliantów wpada natomiast jego dziennik, w którym znajduje się dokumentacja badawcza operacji Wskrzeszenie, z której sztab OSA dowiaduje się, że celem wykopalisk nieopodal twierdzy Wolfenstein było odnalezienie bramy do otchłani, gdzie uwięziony jest książę Henryk I. Prywatne zapiski Strassego dowodzą, że odnosił się krytycznie do działalności okultystycznej specjalistów z grupy Helgi von Bulow, namawiając Himmlera do przekształcenia jej na rzecz programu budowy jego super-żołnierzy (Uber Soldat). 
Po uzyskaniu klarownego obrazu sytuacji oraz poznaniu celów nazistowskich naukowców, OSA nakazuje bezwzględną likwidację wszystkich oficerów zaangażowanych w rytuał wskrzeszenia Henryka oraz uniemożliwienie hitlerowcom jego przeprowadzenia. Zrzucony na spadochronie William przekrada się przez silny kordon ochrony wokół planowanego miejsca mrocznej ceremonii, docierając z powrotem do zamku Wolfenstein, który alianckie bombardowania zmieniły w płonące ruiny. Związane z próbami przywrócenia do życia księcia zaburzenia naturalnej równowagi oraz wstrząsy sejsmiczne budzą kolejnych zmarłych, pochowanych w zamkowych kryptach. Wywiązuje się walka między komandosami SS oraz zombie. Tymczasem na zewnątrz murów, kierująca obrzędem Marianna Blavatsky wskrzesza Henryka, po czym zostaje przemieniona przez niego w zombie. Blazkowicz zabija ją i pozostałych nieumarłych, po czym unicestwia Henryka i opuszcza teren wykopalisk, zanim docierają tam niemieckie posiłki.